# Кочубей, Антон Самойлович
Антон Самойлович Кочубей (22 октября 1909, деревня Зубцово Александрийского уезда Херсонской губернии, теперь село Войновка Александрийского района Кировоградской области — 10 августа 1998, Херсон, Украина) — советский партийный деятель. Член ЦК КПУ в 1966—1976 годах. Депутат Верховного Совета УССР 5-го созыва. Депутат Верховного Совета СССР 3, 4, 6, 7 и 8-го созывов.

## Биография
Родился в семье крестьянина-бедняка. Трудовую деятельность начал в 1922 году чернорабочим на Саблино-Знаменском сахарном заводе. Впоследствии учился в ремесленных мастерских города Кривой Рог, работал слесарем и токарем в совхозных мастерских Зиновьевского округа. Был курсантом Киевской авиатехнической школы.
В 1932 году вступил в ВКП(б).
В 1933—1934 г. — партийный организатор ЦК ВКП(б) Ичинского рыбоконсервного комбината (Камчатская область). В 1934 году арестован органами ОГПУ СССР, но был отпущен. Сменил фамилию на Октябрьский.
В 1934—1936 г. — редактор газеты «Камчатский колхозник». С 1936 — 2-й секретарь, 1-й секретарь Мильковского районного комитета ВКП(б) Камчатской области. В 1941 году учился на курсах при ЦК ВКП(б)
В 1941—1947 г. — служил в Красной армии на политической работе, участник Великой Отечественной войны. Майор.
В 1947—1950 г. — 1-й секретарь Чернелицкого районного комитета КП(б)У Станиславской области.
В 1950—1953 г. — учился в Партийной школе при ЦК КП(б)У (Киев). В 1953 году работал инспектором ЦК КПУ.
В 1953—1956 г. — 1-й секретарь Калужского районного комитета КП(б)У Станиславской области.
В июне 1956 — январе 1962 г. — 2-й секретарь Херсонского областного комитета КПУ.
В январе 1962 — январе 1963 г. — 1-й секретарь Херсонского областного комитета КПУ. В январе 1963 — декабре 1964 г. — 1-й секретарь Херсонского сельского областного комитета КПУ. В декабре 1964 — 5 октября 1972 г. — 1-й секретарь Херсонского областного комитета КПУ.
Избирался депутатом Верховного Совета УССР 5-го созыва и депутат Верховного Совета СССР 3, 4 созывов от Станиславской области, 6, 7 и 8 созывов от Херсонской области.
С 1972 года — на пенсии.

## Награды
- 3 ордена Ленина (1958; 1962; 04.11.1969)
- орден Отечественной войны I степени (11.03.1985)
- орден Отечественной войны II степени (19.10.1944)
- орден Красной Звезды (01.08.1944)
- медали

## Ссылка
- Справочник по истории Коммунистической партии и Советского Союза 1898-1991.